# Liste der denkmalgeschützten Objekte in Žehra
Die Liste der denkmalgeschützten Objekte in Žehra enthält die 49 nach slowakischen Denkmalschutzvorschriften geschützten Objekte in der Gemeinde Žehra im Okres Spišská Nová Ves.

## Denkmäler
| Foto |                 | Denkmal / č. ÚZPF                                  | Standort / Konskr. Nr.                       | Offizielle Beschreibung                  | Beschreibung                                          | Metadaten                                                                   |
| ---- | --------------- | -------------------------------------------------- | -------------------------------------------- | ---------------------------------------- | ----------------------------------------------------- | --------------------------------------------------------------------------- |
| ja   | Datei hochladen | Zufluchtsturm(sk) Zipser Burg ObjektID: 810-830/1  | Standort KG: Žehra Konskr.Nr.:               | hradné jadro; Donjon                     | Kernburg, Bergfried                                   | č. NKP: 810-830/1 Stand des NKP: 2012-02-08 Name: VEŽA ÚTOČIŠTNÁ            |
| ja   | Datei hochladen | Burgpalast 1(sk) ObjektID: 810-830/2               | KG: Žehra Konskr.Nr.:                        | hradné jadro; Románsky palác             | Kernburg, romanischer Palast                          | č. NKP: 810-830/2 Stand des NKP: 2012-02-08 Name: PALÁC HRADNÝ I.           |
|      | Datei hochladen | Zisterne(sk) ObjektID: 810-830/3                   | KG: Žehra Konskr.Nr.:                        | hradné jadro; Cisterna pravouhlá         | Kernburg, rechteckig                                  | č. NKP: 810-830/3 Stand des NKP: 2012-02-08 Name: CISTERNA                  |
|      | Datei hochladen | Zisterne(sk) ObjektID: 810-830/4                   | KG: Žehra Konskr.Nr.:                        | hradné jadro; Veža obytná románska       | Kernburg, im romanischen Wohnturm                     | č. NKP: 810-830/4 Stand des NKP: 2012-02-08 Name: CISTERNA                  |
| ja   | Datei hochladen | Burgkapelle(sk) ObjektID: 810-830/5                | KG: Žehra Konskr.Nr.:                        | hradné jadro; Gotická kaplnka            | Kernburg, gotische Kapelle                            | č. NKP: 810-830/5 Stand des NKP: 2012-02-08 Name: KAPLNKA HRADNÁ            |
| ja   | Datei hochladen | Burgpalast 2(sk) ObjektID: 810-830/6               | KG: Žehra Konskr.Nr.:                        | hradné jadro; Palác Zápoľských           | Kernburg, Palast Zápoľský                             | č. NKP: 810-830/6 Stand des NKP: 2012-02-08 Name: PALÁC HRADNÝ II.          |
| ja   | Datei hochladen | Kaserne(sk) ObjektID: 810-830/7                    | KG: Žehra Konskr.Nr.:                        | hradné jadro; Ubytovňa voj.posádky       | Kernburg, Unterkunft der Militärmannschaft            | č. NKP: 810-830/7 Stand des NKP: 2012-02-08 Name: KASÁRNE                   |
|      | Datei hochladen | Burgmauer 1(sk) ObjektID: 810-830/8                | KG: Žehra Konskr.Nr.:                        | hradné jadro; Opevnenie-múr hradbo       | Kernburg,                                             | č. NKP: 810-830/8 Stand des NKP: 2012-02-08 Name: MÚR HRADBOVÝ I.           |
|      | Datei hochladen | Vorhof 1(sk) ObjektID: 810-830/9                   | KG: Žehra Konskr.Nr.:                        | hradné jadro; Priestor nádvoria          | Kernburg                                              | č. NKP: 810-830/9 Stand des NKP: 2012-02-08 Name: NÁDVORIE HRADNÉ I.        |
| ja   | Datei hochladen | Burgmauer 2(sk) ObjektID: 810-830/10               | KG: Žehra Konskr.Nr.:                        | hradné jadro; Opevnenie-múr hradbo       | Kernburg                                              | č. NKP: 810-830/10 Stand des NKP: 2012-02-08 Name: MÚR HRADBOVÝ II.         |
| ja   | Datei hochladen | Kapelle(sk) ObjektID: 810-830/11                   | KG: Žehra Konskr.Nr.:                        | hradné jadro; Románska kaplnka           | Kernburg, romanische Kapelle                          | č. NKP: 810-830/11 Stand des NKP: 2012-02-08 Name: KAPLNKA                  |
| ja   | Datei hochladen | Pfarrhaus(sk) ObjektID: 810-830/12                 | KG: Žehra Konskr.Nr.:                        | hradné jadro; Dom kaplána                | Kernburg, Haus des Kaplans                            | č. NKP: 810-830/12 Stand des NKP: 2012-02-08 Name: DOM KAPLÁNA              |
|      | Datei hochladen | Garten(sk) ObjektID: 810-830/13                    | KG: Žehra Konskr.Nr.:                        | hradné jadro; Záhrada s filagóriou       | Kernburg, Garten und ?                                | č. NKP: 810-830/13 Stand des NKP: 2012-02-08 Name: ZÁHRADA S FILAGÓRIOU     |
| ja   | Datei hochladen | Bäckerei(sk) ObjektID: 810-830/14                  | KG: Žehra Konskr.Nr.:                        | hradné jadro; Pec chlebová+dieľne        | Kernburg, und Werkstatt                               | č. NKP: 810-830/14 Stand des NKP: 2012-02-08 Name: PEC CHLEBOVÁ A DIEĽNE-AG |
|      | Datei hochladen | Burgmauer 2(sk) ObjektID: 810-830/15               | KG: Žehra Konskr.Nr.:                        | hradné jadro; Opevnenie-múr hradbo       | Kernburg                                              | č. NKP: 810-830/15 Stand des NKP: 2012-02-08 Name: MÚR HRADBOVÝ II.         |
| ja   | Datei hochladen | Torturm(sk) ObjektID: 810-830/16                   | KG: Žehra Konskr.Nr.:                        | hradné jadro; Opevnenie-rom.brána        | Kernburg,                                             | č. NKP: 810-830/16 Stand des NKP: 2012-02-08 Name: VEŽA BRÁNOVÁ I.          |
|      | Datei hochladen | Bastion(sk) ObjektID: 810-830/17                   | KG: Žehra Konskr.Nr.:                        | hradné jadro; Opevnenie-kruh.bašta       | Kernburg,                                             | č. NKP: 810-830/17 Stand des NKP: 2012-02-08 Name: BAŠTA                    |
|      | Datei hochladen | Burghof 2(sk) ObjektID: 810-830/18                 | KG: Žehra Konskr.Nr.:                        | hradné jadro; Opevnenie-del.plošin       | Kernburg, Kanonenplattform                            | č. NKP: 810-830/18 Stand des NKP: 2012-02-08 Name: NÁDVORIE HRADNÉ II.      |
| ja   | Datei hochladen | Burgmauer(sk) ObjektID: 810-830/19                 | KG: Žehra Konskr.Nr.:                        | horné predhradie; Opevnenie-múr hradbo   | obere Abteilung                                       | č. NKP: 810-830/19 Stand des NKP: 2012-02-08 Name: MÚR HRADBOVÝ III.        |
| ja   | Datei hochladen | Torturm 2(sk) ObjektID: 810-830/20                 | Standort KG: Žehra Konskr.Nr.:               | horné predhradie; Opevnenie-brána        | obere Abteilung, Befestigungstor                      | č. NKP: 810-830/20 Stand des NKP: 2012-02-08 Name: VEŽA BRÁNOVÁ II.         |
| ja   | Datei hochladen | Wohnturm(sk) ObjektID: 810-830/21                  | KG: Žehra Konskr.Nr.:                        | horné predhradie; Veža prepošta          | obere Abteilung, Vorsteherturm                        | č. NKP: 810-830/21 Stand des NKP: 2012-02-08 Name: VEŽA OBYTNÁ              |
|      | Datei hochladen | Wachhaus(sk) ObjektID: 810-830/22                  | KG: Žehra Konskr.Nr.:                        | horné predhradie; Kováčska dielňa        | obere Abteilung, Schmiedewerkstatt                    | č. NKP: 810-830/22 Stand des NKP: 2012-02-08 Name: DOM STRÁŽNY              |
| ja   | Datei hochladen | Burghof 3(sk) ObjektID: 810-830/23                 | KG: Žehra Konskr.Nr.:                        | horné predhradie; prepoštské nádvorie    | obere Abteilung, Vorsteherhof                         | č. NKP: 810-830/23 Stand des NKP: 2012-02-08 Name: NÁDVORIE HRADNÉ III.     |
| ja   | Datei hochladen | Burgmauer 4(sk) ObjektID: 810-830/24               | KG: Žehra Konskr.Nr.:                        | stredné predhradie; Opevnenie-múr hradbo | mittlere Abteilung                                    | č. NKP: 810-830/24 Stand des NKP: 2012-02-08 Name: MÚR HRADBOVÝ IV.         |
|      | Datei hochladen | Torturm 3(sk) ObjektID: 810-830/25                 | KG: Žehra Konskr.Nr.:                        | stredné predhradie; Opevnenie-vlčia jama | mittlere Abteilung, Wolfsgrube                        | č. NKP: 810-830/25 Stand des NKP: 2012-02-08 Name: VEŽA BRÁNOVÁ III.        |
| ja   | Datei hochladen | vorm Tor(sk) ObjektID: 810-830/26                  | KG: Žehra Konskr.Nr.:                        | stredné predhradie; Opevnenie-predbránie | mittlere Abteilung, Befestigung                       | č. NKP: 810-830/26 Stand des NKP: 2012-02-08 Name: PREDBRÁNIE               |
| ja   | Datei hochladen | Palisade(sk) ObjektID: 810-830/27                  | KG: Žehra Konskr.Nr.:                        | stredné predhradie; Opevnenie-palisáda   | mittlere Abteilung                                    | č. NKP: 810-830/27 Stand des NKP: 2012-02-08 Name: PALISÁDA                 |
|      | Datei hochladen | Graben(sk) ObjektID: 810-830/28                    | KG: Žehra Konskr.Nr.:                        | stredné predhradie; Opevnenie-suchá prie | mittlere Abteilung, trockener Graben                  | č. NKP: 810-830/28 Stand des NKP: 2012-02-08 Name: PRIEKOPA                 |
| ja   | Datei hochladen | Burghof 4(sk) ObjektID: 810-830/29                 | KG: Žehra Konskr.Nr.:                        | stredné predhradie; Priestor nádvoria    | mittlere Abteilung                                    | č. NKP: 810-830/29 Stand des NKP: 2012-02-08 Name: NÁDVORIE HRADNÉ IV.      |
|      | Datei hochladen | Wachhaus(sk) ObjektID: 810-830/30                  | KG: Žehra Konskr.Nr.:                        | stredné predhradie; Ubytovňa str.posádky | mittlere Abteilung, Unterkunft der Wachmannschaft     | č. NKP: 810-830/30 Stand des NKP: 2012-02-08 Name: DOM STRÁŽNY              |
|      | Datei hochladen | Schacht(sk) ObjektID: 810-830/31                   | KG: Žehra Konskr.Nr.:                        | stredné predhradie; Kruhová šachta       | mittlere Abteilung                                    | č. NKP: 810-830/31 Stand des NKP: 2012-02-08 Name: ŠACHTA                   |
|      | Datei hochladen | Rüstkammer(sk) ObjektID: 810-830/32                | KG: Žehra Konskr.Nr.:                        | stredné predhradie; Zbrojnica            | mittlere Abteilung                                    | č. NKP: 810-830/32 Stand des NKP: 2012-02-08 Name: ZBROJNICA                |
|      | Datei hochladen | Kapitänshaus(sk) ObjektID: 810-830/33              | KG: Žehra Konskr.Nr.:                        | stredné predhradie; Dom kapitána         | mittlere Abteilung                                    | č. NKP: 810-830/33 Stand des NKP: 2012-02-08 Name: DOM KAPITÁNA             |
| ja   | Datei hochladen | Barbakan(sk) ObjektID: 810-830/34                  | KG: Žehra Konskr.Nr.:                        | stredné predhradie; Opevnenie-barbakan   | mittlere Abteilung, Befestigungsbarbakan              | č. NKP: 810-830/34 Stand des NKP: 2012-02-08 Name: BARBAKÁN                 |
|      | Datei hochladen | Graben(sk) ObjektID: 810-830/35                    | KG: Žehra Konskr.Nr.:                        | stredné predhradie; Opevnenie-priekopa   | mittlere Abteilung, Befestigungsgraben                | č. NKP: 810-830/35 Stand des NKP: 2012-02-08 Name: PRIEKOPA                 |
| ja   | Datei hochladen | Burgmauer(sk) ObjektID: 810-830/36                 | KG: Žehra Konskr.Nr.:                        | dolné predhradie; Opevnenie-múr hradbo   | untere Abteilung, Befestigungsmauer                   | č. NKP: 810-830/36 Stand des NKP: 2012-02-08 Name: MÚR HRADBOVÝ V.          |
| ja   | Datei hochladen | Torturm 4(sk) ObjektID: 810-830/37                 | KG: Žehra Konskr.Nr.:                        | dolné predhradie; Opevnenie-brána jz     | untere Abteilung, südliches Wehrtor                   | č. NKP: 810-830/37 Stand des NKP: 2012-02-08 Name: VEŽA BRÁNOVÁ IV.         |
| ja   | Datei hochladen | Bastion(sk) ObjektID: 810-830/38                   | KG: Žehra Konskr.Nr.:                        | dolné predhradie; Opevnenie-bašta sz     | untere Abteilung, nordwestliche Verteidigungsstellung | č. NKP: 810-830/38 Stand des NKP: 2012-02-08 Name: BAŠTA                    |
|      | Datei hochladen | Bastion(sk) ObjektID: 810-830/39                   | KG: Žehra Konskr.Nr.:                        | dolné predhradie; Opevnenie-bašta jz     | untere Abteilung, südliche Verteidigungsstellung      | č. NKP: 810-830/39 Stand des NKP: 2012-02-08 Name: BAŠTA                    |
| ja   | Datei hochladen | Burghof 5(sk) ObjektID: 810-830/40                 | KG: Žehra Konskr.Nr.:                        | dolné predhradie; Vojenský tábor         | untere Abteilung, Militärlager                        | č. NKP: 810-830/40 Stand des NKP: 2012-02-08 Name: NÁDVORIE HRADNÉ V.       |
| ja   | Datei hochladen | Redoute(sk) ObjektID: 810-830/41                   | KG: Žehra Konskr.Nr.:                        | dolné predhradie; Jiskrova pevnôstka     | untere Abteilung                                      | č. NKP: 810-830/41 Stand des NKP: 2012-02-08 Name: PEVNOSŤ                  |
| ja   | Datei hochladen | Kultobjekt(sk) ObjektID: 810-830/42                | KG: Žehra Konskr.Nr.:                        | dolné predhradie; Kultový objekt         | untere Abteilung                                      | č. NKP: 810-830/42 Stand des NKP: 2012-02-08 Name: OBJEKT KULTOVÝ           |
|      | Datei hochladen | Wirtschaftsgebäude(sk) ObjektID: 810-830/43        | KG: Žehra Konskr.Nr.:                        | dolné predhradie; Hospodárska budova     | untere Abteilung,                                     | č. NKP: 810-830/43 Stand des NKP: 2012-02-08 Name: STAVBA HOSPODÁRSKA       |
|      | Datei hochladen | Grenzstein(sk) ObjektID: 810-4455/0                | KG: Žehra Konskr.Nr.:                        | pieskovec                                | Sandstein                                             | č. NKP: 810-4455/0 Stand des NKP: 2012-02-08 Name: KAMEŇ HRANIČNÝ           |
|      | Datei hochladen | Kapelle(sk) ObjektID: 810-829/0                    | 24 KG: Žehra Konskr.Nr.: 24                  | r.k.sv.Kozmu a Damiána; kostolík         | römisch-katholische Kapelle St. Cosmas und Damian     | č. NKP: 810-829/0 Stand des NKP: 2012-02-08 Name: KAPLNKA                   |
| ja   | Datei hochladen | Kirche(sk) Heilig-Geist-Kirche ObjektID: 810-827/0 | 108 Standort KG: Žehra Konskr.Nr.: 108       | r.k.sv.Ducha; farský kostol sv.Ducha     | römisch-katholische Pfarrkirche zum Hlg. Geist        | č. NKP: 810-827/0 Stand des NKP: 2012-02-08 Name: KOSTOL                    |
| ja   | Datei hochladen | Park(sk) ObjektID: 810-828/3                       | Hodkovce Standort KG: Žehra Konskr.Nr.:      | Park                                     |                                                       | č. NKP: 810-828/3 Stand des NKP: 2012-02-08 Name: PARK                      |
| ja   | Datei hochladen | Schloss(sk) ObjektID: 810-828/1                    | Hodkovce 1 Standort KG: Žehra Konskr.Nr.: 1  | Ústav                                    | Institut                                              | č. NKP: 810-828/1 Stand des NKP: 2012-02-08 Name: KAŠTIEĽ                   |
| BW   | Datei hochladen | Wirtschaftsgebäude(sk) ObjektID: 810-828/2         | Hodkovce 1 Standort KG: Žehra Konskr.Nr.: 27 |                                          |                                                       | č. NKP: 810-828/2 Stand des NKP: 2012-02-08 Name: STAVBA HOSPODÁRSKA        |

## Legende
Die Tabelle enthält im Einzelnen folgende Informationen:
| Foto:                    | Fotografie des Denkmals. |
| Denkmal / č. ÚZPF:       | Die Übersetzung der Bezeichnung des Denkmals, wie sie vom Slowakischen Denkmalamt (Pamiatkový úrad Slovenskej republiky) verwendet wird. Die Originalbezeichnung ist unter dem Fragezeichen angegeben. Fehlt die Übersetzung, so wird die Originalbezeichnung direkt angezeigt. Weiters ist die Objekt-Identifikationsnummer (Objekt ID) angeführt. Sie ist die offizielle, in der Slowakei eindeutige Nummer č. ÚZPF inklusive der zugehörigen Zählnummer, wie sie in den Daten des Denkmalamtes angegeben wird. Da diese nur innerhalb eines Landkreises gezählt wird, ist dessen Nummer der Denkmalnummer vorangestellt. |
| Standort:                | Wenn in der Liste vorhanden, ist die Adresse angegeben. In Klammern kann sich noch eine zusätzliche Adresse befinden, wenn es beispielsweise ein Eckhaus ist. Bei freistehenden Objekten ohne Adresse (zum Beispiel bei Bildstöcken) ist eine Adresse angegeben, die in der Nähe des Objekts liegt. Durch Aufruf des Links Standort wird die Lage des Denkmals in verschiedenen Kartenprojekten angezeigt. Darunter sind die Katastralgemeinde (KG) und, wenn vorhanden, die Konskriptionsnummer (Konskr. Nr.) angegeben.                                                                                                   |
| Offizielle Beschreibung: | Es ist die Kurzbeschreibung auf Slowakisch, wie sie in den offiziellen Listen angegeben ist, eingetragen. |
| Beschreibung:            | Kurze Angaben zum Denkmal auf Deutsch. |
| Metadaten:               | Zusätzlich werden, wenn in den persönlichen Einstellungen das Helferlein Dauerhaftes Einblenden von Metadaten aktiviert ist, ebensolche angezeigt. |

- Karte mit allen Koordinaten:
- OSM |
- WikiMap